# Dannevoux
Dannevoux é uma comuna francesa na região administrativa de Grande Leste, no departamento de Meuse. Estende-se por uma área de 14,4 km². Em 2010 a comuna tinha 230 habitantes (densidade: 16 hab./km²).